# Bratislavas økonomi
Bratislavas økonomi er veludviklet og regionen Bratislava er den rigeste og økonomisk vigtigste i Slovakiet på trods af at være den mindste i areal og have den anden mindste befolkning af de slovakiske regioner. De vigtigste institutioner regeringsinstitutioner inkluderende Finansministeriet og Slovakiets Nationalbank såvel som mange private virksomheder har deres sæde i Bratislava. Mere end 75% af Bratislavas befolkning arbejder i servicesektoren primært beskæftiget med handel, bankvirksomhed, IT, telekommunikation, turisme og andet. Børsen i Bratislava (BSSE) organiserer aktiemarkedet og blev grundlagt d. 15. marts 1991.

## Budget
Bratislava har et budget på næsten seks mia. slovakiske korunaer (€182 millioner) pr. 2007. En femtedel af det bruges på investeringer. Bratislava har aktier i 17 virksomheder for eksempel det offentlig transportselskab (Dopravný podnik Bratislava), en dagrenovationsvirksomhed og andre. Byen varetager også kommunale organisationer så som By Politi (Mestská polícia), Bratislava By Museum, ZOO Bratislava, osv.

## BNP
Bratislava-regionen står for omkring 26% af Slovakiets BNP. BNP per capita (PPP), på €27.802 (2004), når 129,3% af EU-gennemsnittet, hvilket er det andet højeste niveau (efter Prag) af alle regioner i de nye medlmemsstater.
Den primære sektor er repræsenteret med en andel på 0,9 i regionen, hvilket svarer til en femtedel sammenlignet med nationalt niveau (4,5%). Den sekundære sektor står for 20,3%, hvilket er 11,5 procentpoint under nationalt niveau.

## Uddannelse
Omkring 38% af alle universitetsuddannede i landet er i Bratislava. educated people in the country are concentrated in Bratislava. Befolkningen kvalificeret med en universitets eller anden højere uddannelse er udnyttet i 94% af tilfældene.